# Porsche Tennis Grand Prix 1995
Il Porsche Tennis Grand Prix 1995 è stato un torneo femminile di tennis giocato sul cemento indoor. È stata la 18ª edizione del Porsche Tennis Grand Prix, che fa parte della categoria Tier II nell'ambito del WTA Tour 1995.
Si è giocato nel Filderstadt Tennis Club di Filderstadt in Germania, dal 9 al 15 ottobre 1995.

## Campionesse

### Singolare
Iva Majoli ha battuto in finale  Gabriela Sabatini con il punteggio di 6–4, 7–6(4)

### Doppio
Gigi Fernández /  Nataša Zvereva hanno battuto in finale  Meredith McGrath /  Larisa Neiland con il punteggio di 5–7, 6–1, 6–4